# Jesper Riefensthal
Jesper Riefensthal (født 1. april 1979 i Gummerup) er en dansk skuespiller uddannet på Skuespillerskolen ved Odense Teater i 2006.Har medvirket i over 50 teaterforestillinger og en del tv og film.

## Udvalgt filmografi

### Film
- Holy Meat (2024)
- Dan Dreams (2017)
- Det Mand Ikke Taler Om (2014)
- Kvinden i Buret (2013)
- Hvidsten Gruppen (2011)
- Dirch (2011)
- Hjemvé (2007)
- Hylde 67 (2005)

### Tv-serier
- Carmen Curler ll (2024)
- Ingen vej Tilbage (2022)
- Sommerdahl (2020)
- Den som Dræber (2020)
- Fred til Lands (2019)
- Friheden (2018)
- Rita (2017)
- Klovn 7 (2017)
- Bedrag (2016)
- Badehotellet ll (2015)
- Ditte & Louise (2014)
- Dicte (2013)